# Peltigera
Peltigera és un gènere de fongs ascomicots liquenitzats de l'ordre dels lecanorals (Lecanorales), família Peltigeraceae. Inclou unes 50 espècies de líquens, moltes de les quals fan la fixació del nitrogen mercès a que tenen com a fotobiont un cianobacteri, i són importants en la biologia dels sòls.
Són líquens que sovint viuen a terra però també hi ha espècies que ho fan en troncs dels arbres, roques i altres substrats en moltes parts del món. Moltes espècies de Peltigera tenen un cianobacteri com a simbiont però d'altres només estan associades a algues o a algues i cianobacteris.

## Descripció
Són líquens foliosos amb tal·lus amb lòbuls amples de fins a 30 cm de diàmetre. Els colors de la superfície superior poden ser gris, marró o verdós. La superfície inferior típicament és cotonosa.
Totes les espècies de Peltigera fixadores de nitrogen s'associen amb el cianobacteri Nostoc.

## Usos
Les espècies de Peltigera tradicionalment s'ha utilitzar per tractar les ferides, trastorns urinaris, candidiasi, tuberculosi i ràbia. P. apthosa es va fer servir contra els constipat i aftes infantils.
P. furfuracea mostra activitat antioxidant.

### Com aliment
En general els rens i caribús no se les mengen com tampoc altres mamífers. Els cargols en canvi prefereixen Peltigera.

### Components bioactius
Peltigera leucophlebia conté tenuiorina i metil orsel·linat, els quals inhibeixen l'enzim 15-lipoxigenasa.

## Algunes espècies

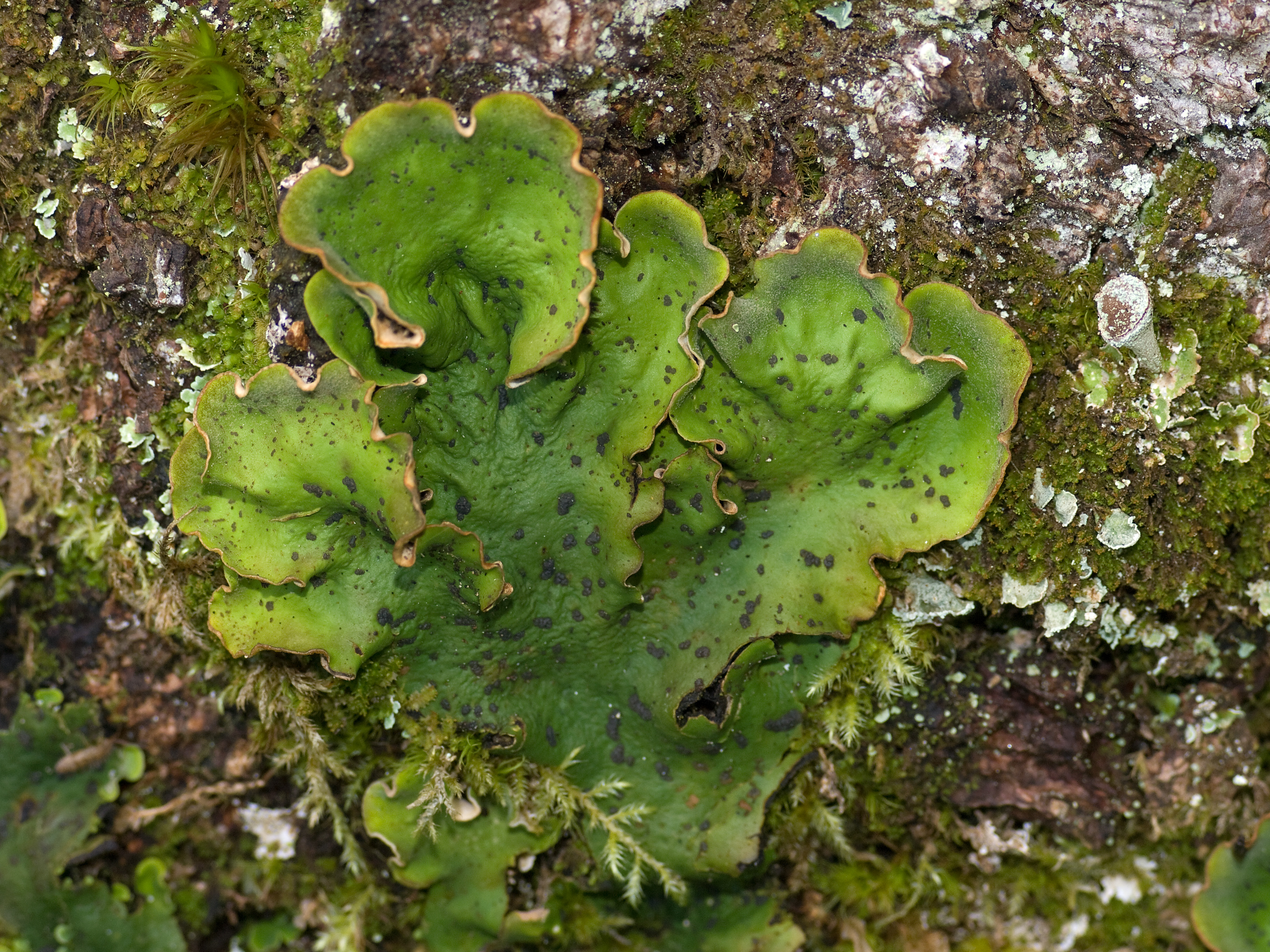
Peltigera aphtosa
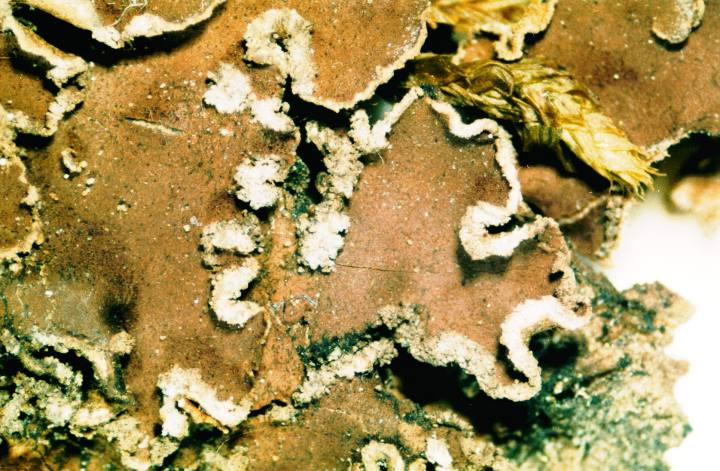
Peltigera collina
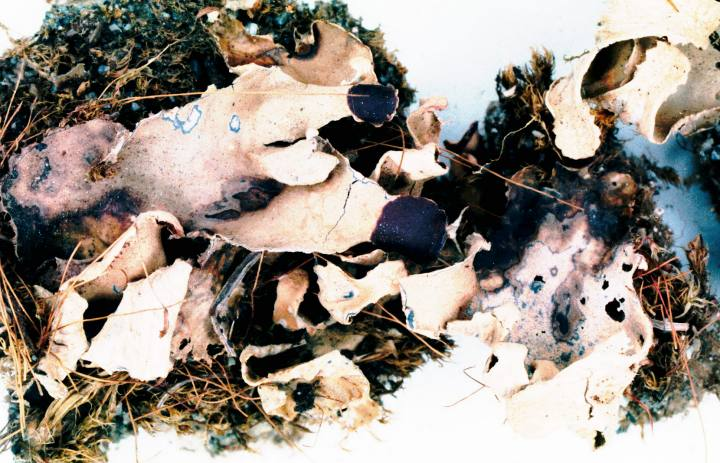
Peltigera didactyla
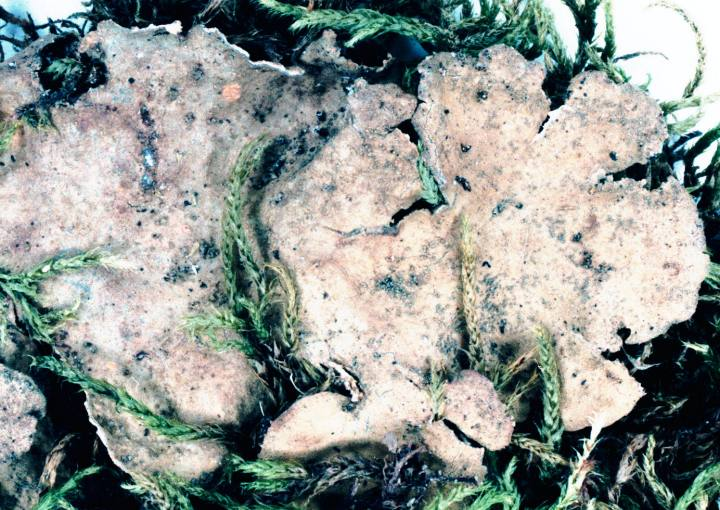
Peltigera evansiana
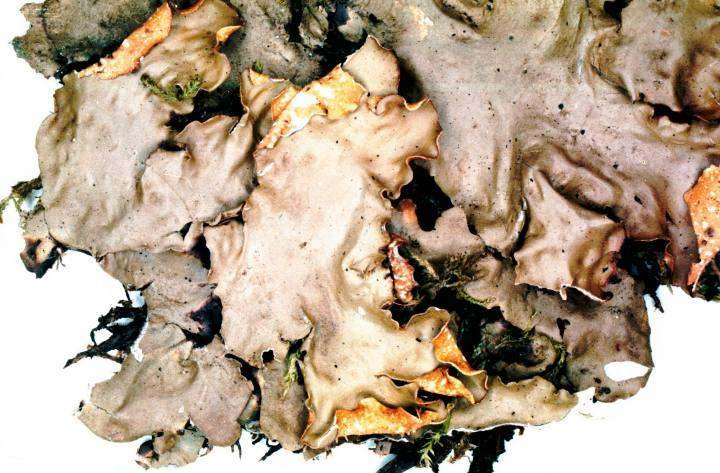
Peltigera horizontalis
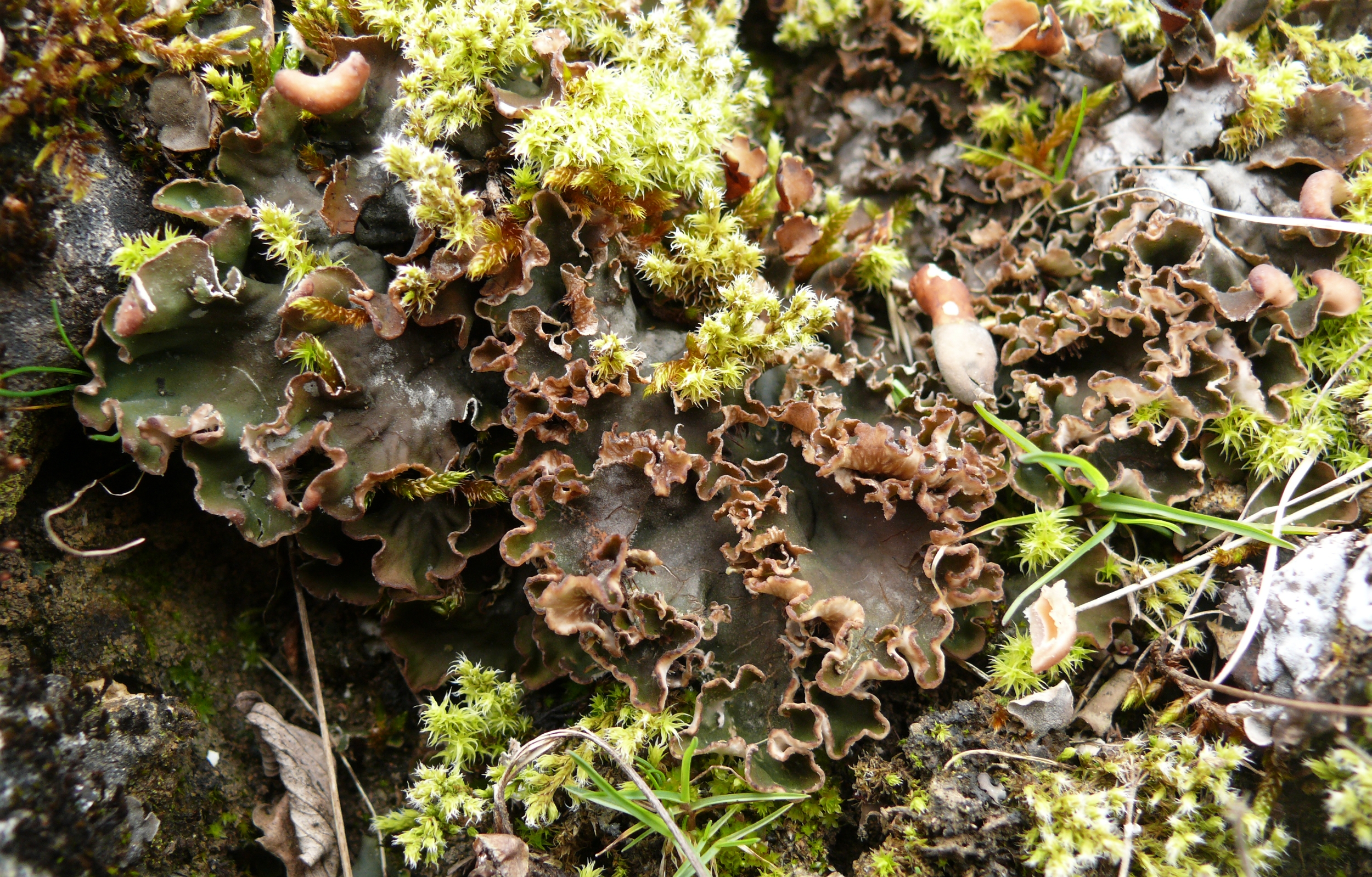
Peltigera hymenina
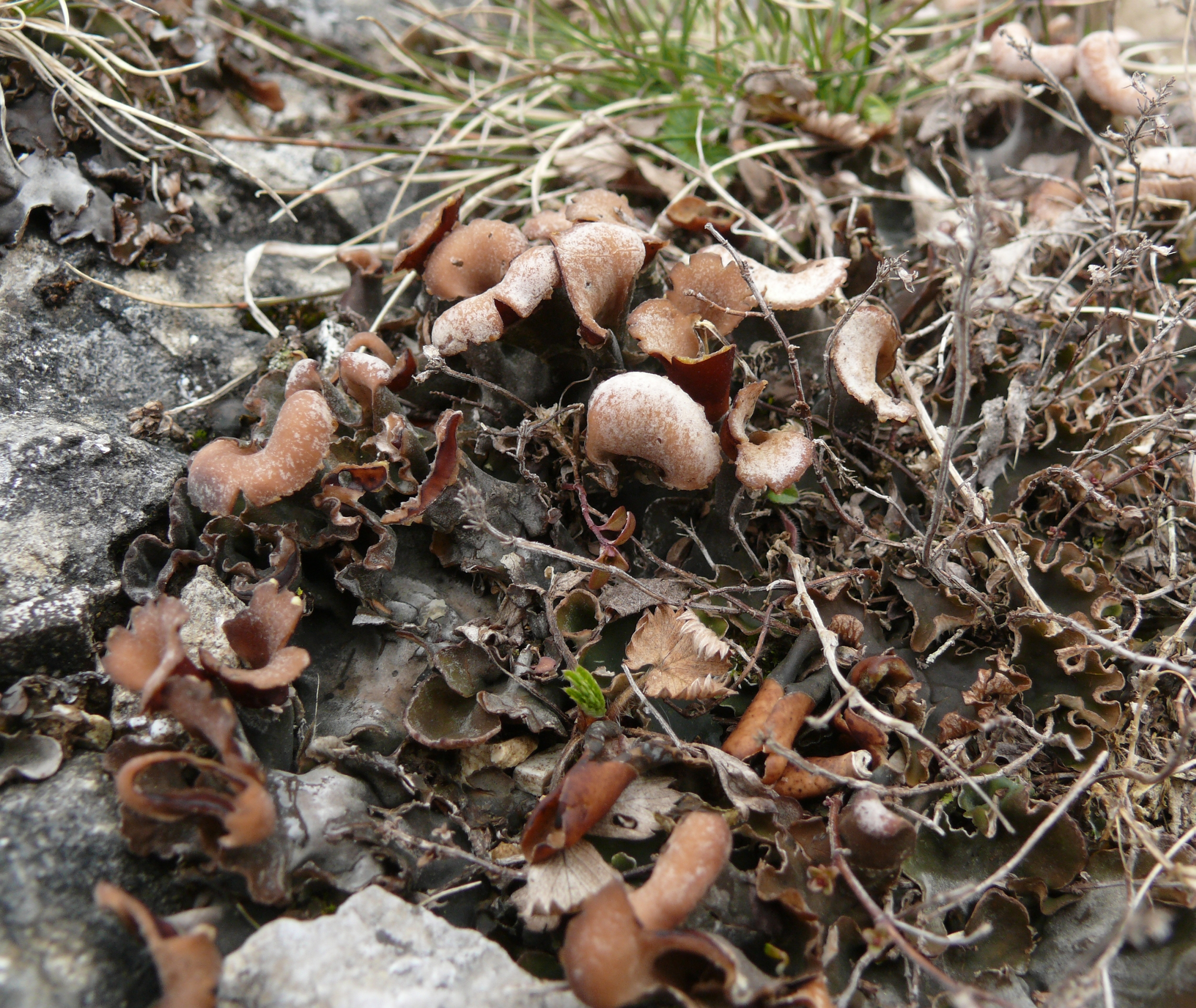
Peltigera hymenina
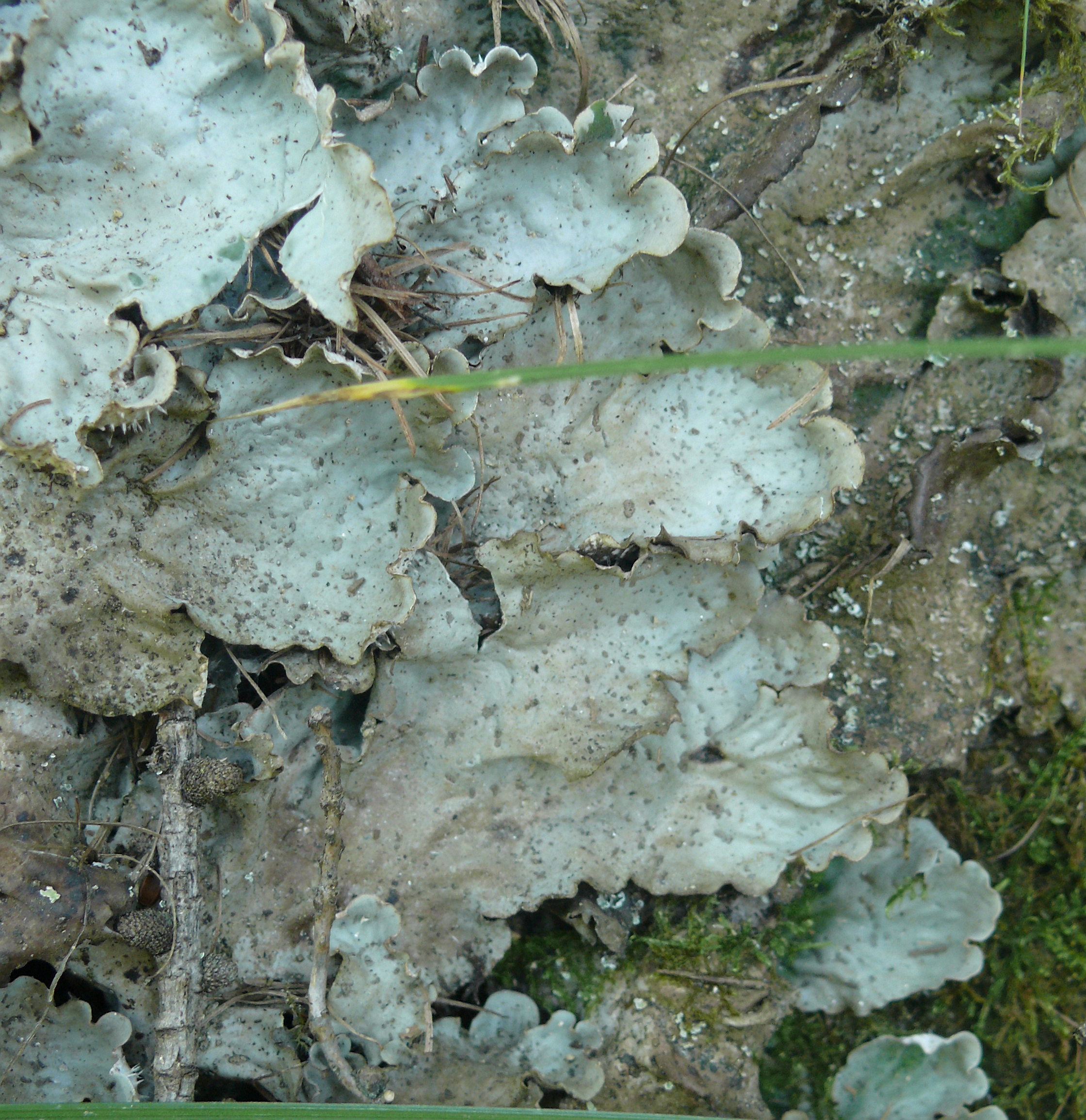
Peltigera leucophlebia
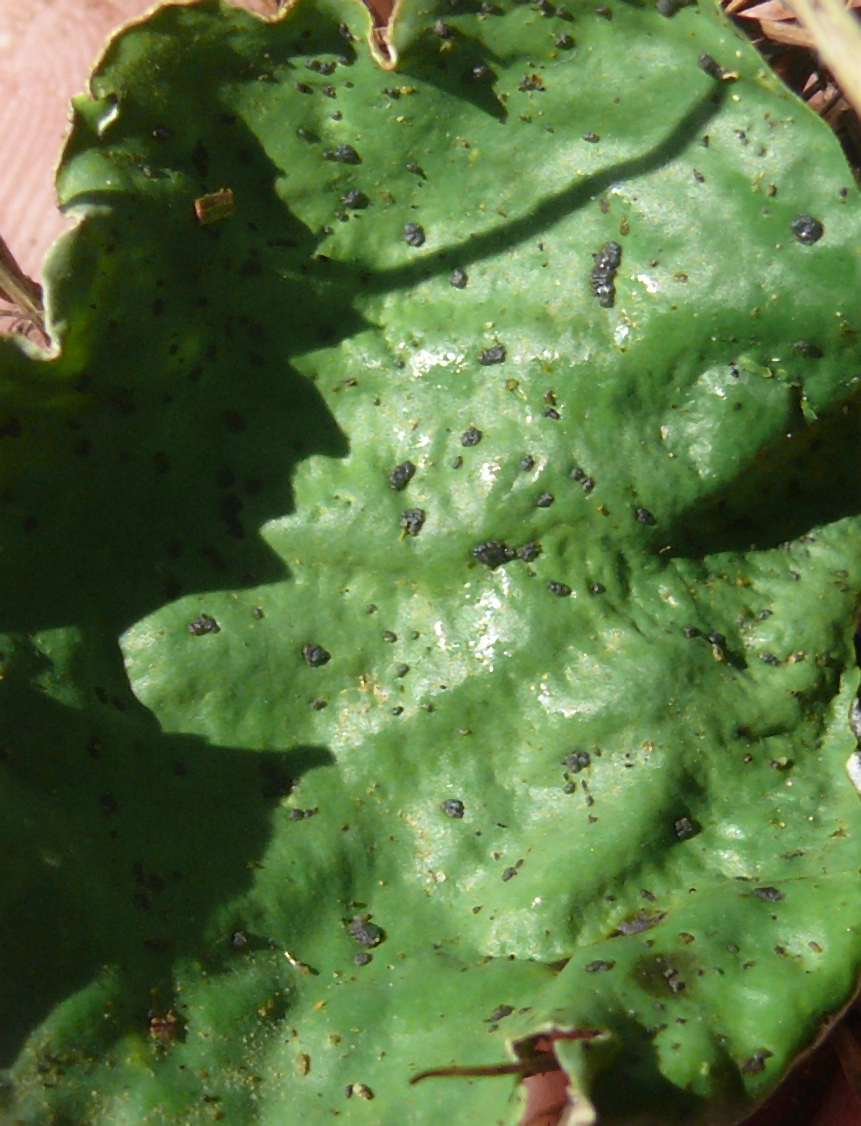
Peltigera leucophlebia
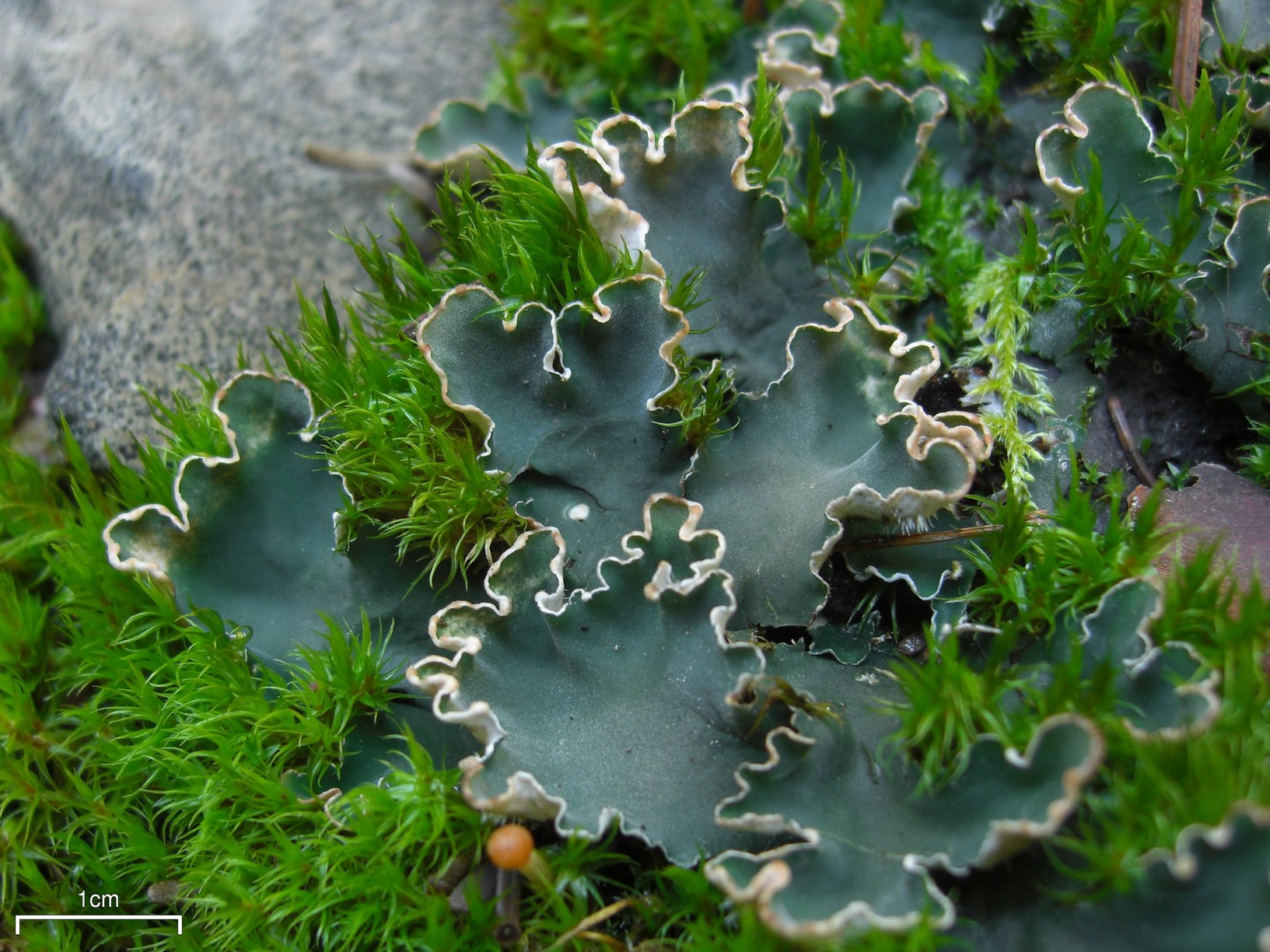
Peltigera malacea
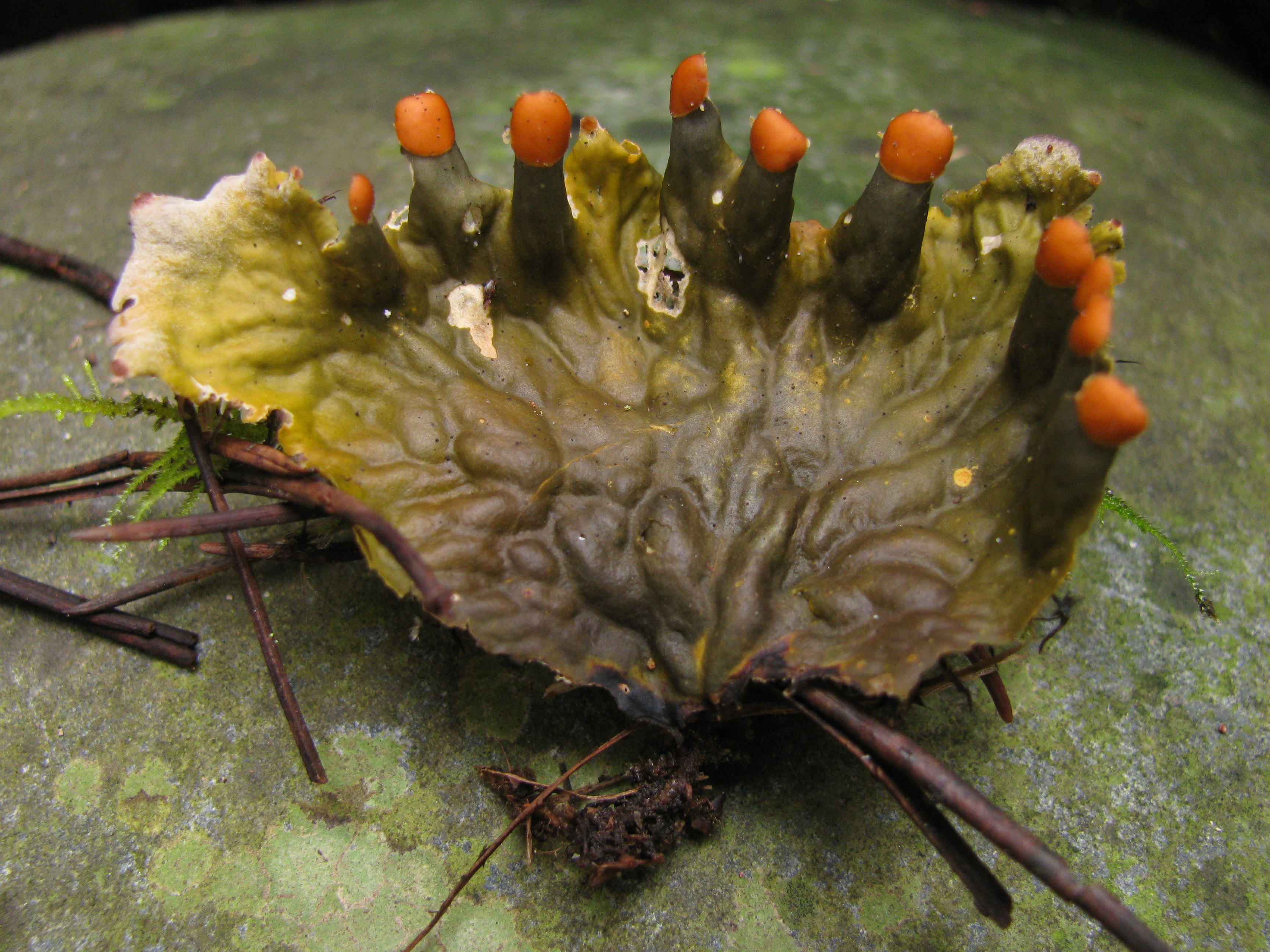
Peltigera membranacea
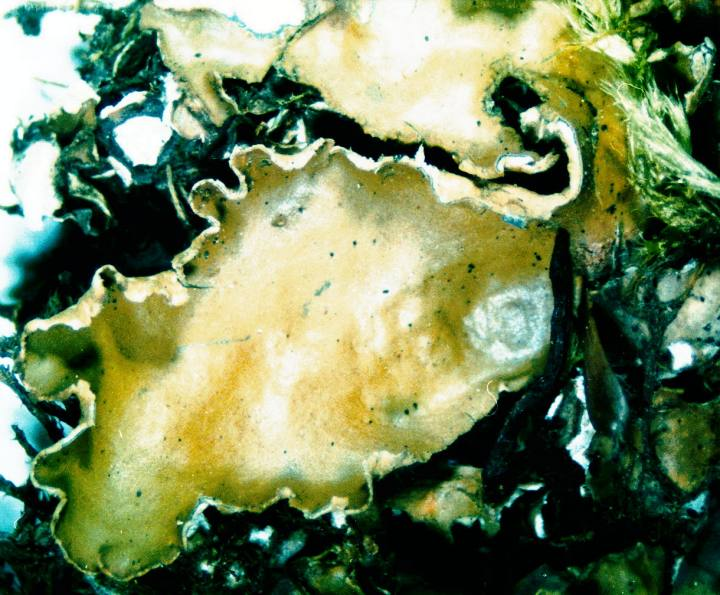
Peltigera polydactylon
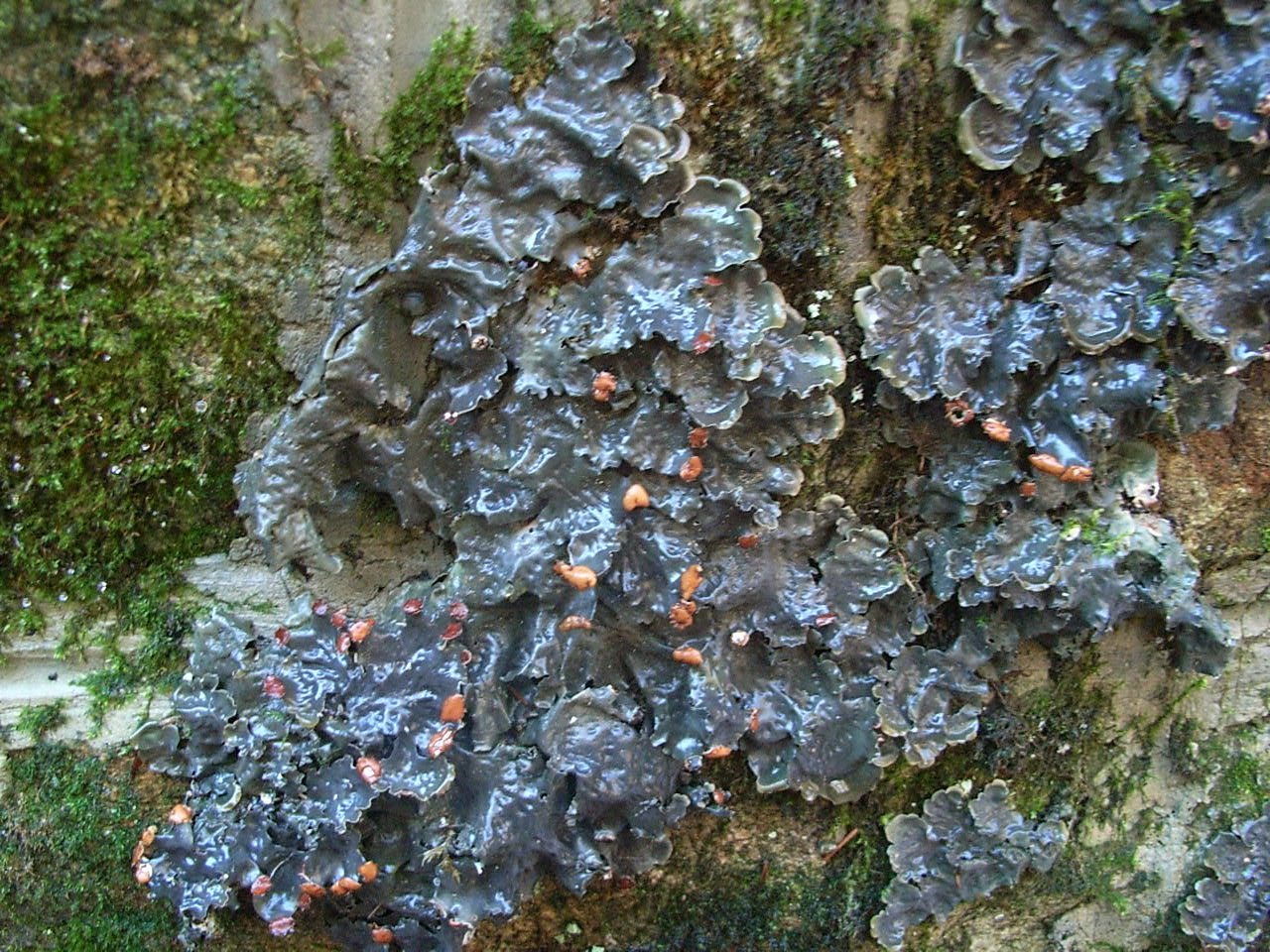
Peltigera polydactylon
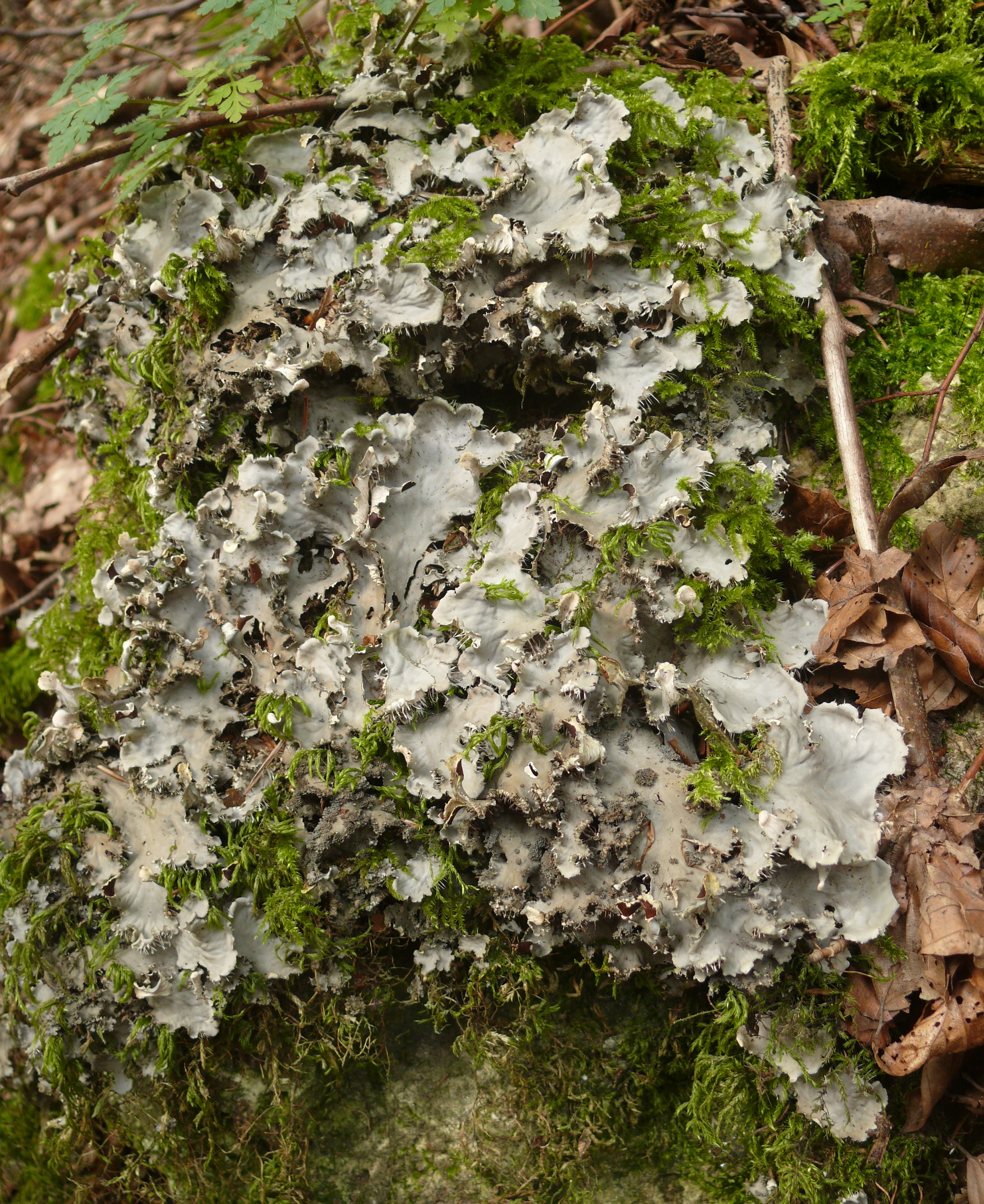
Peltigera praetaxtata
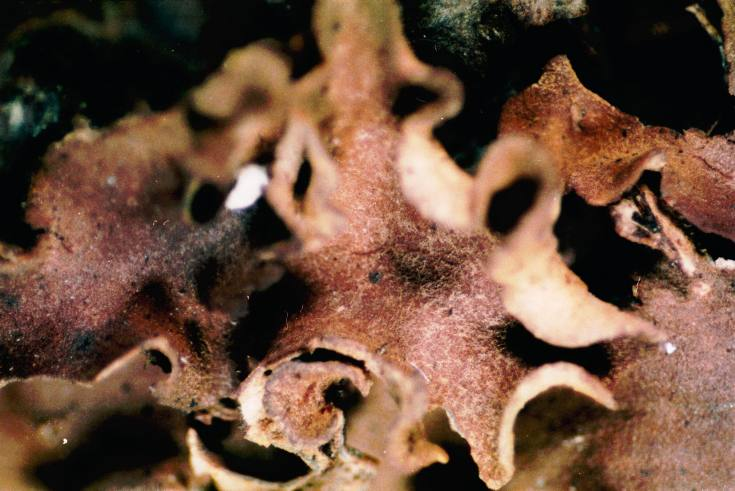
Peltigera rufescens
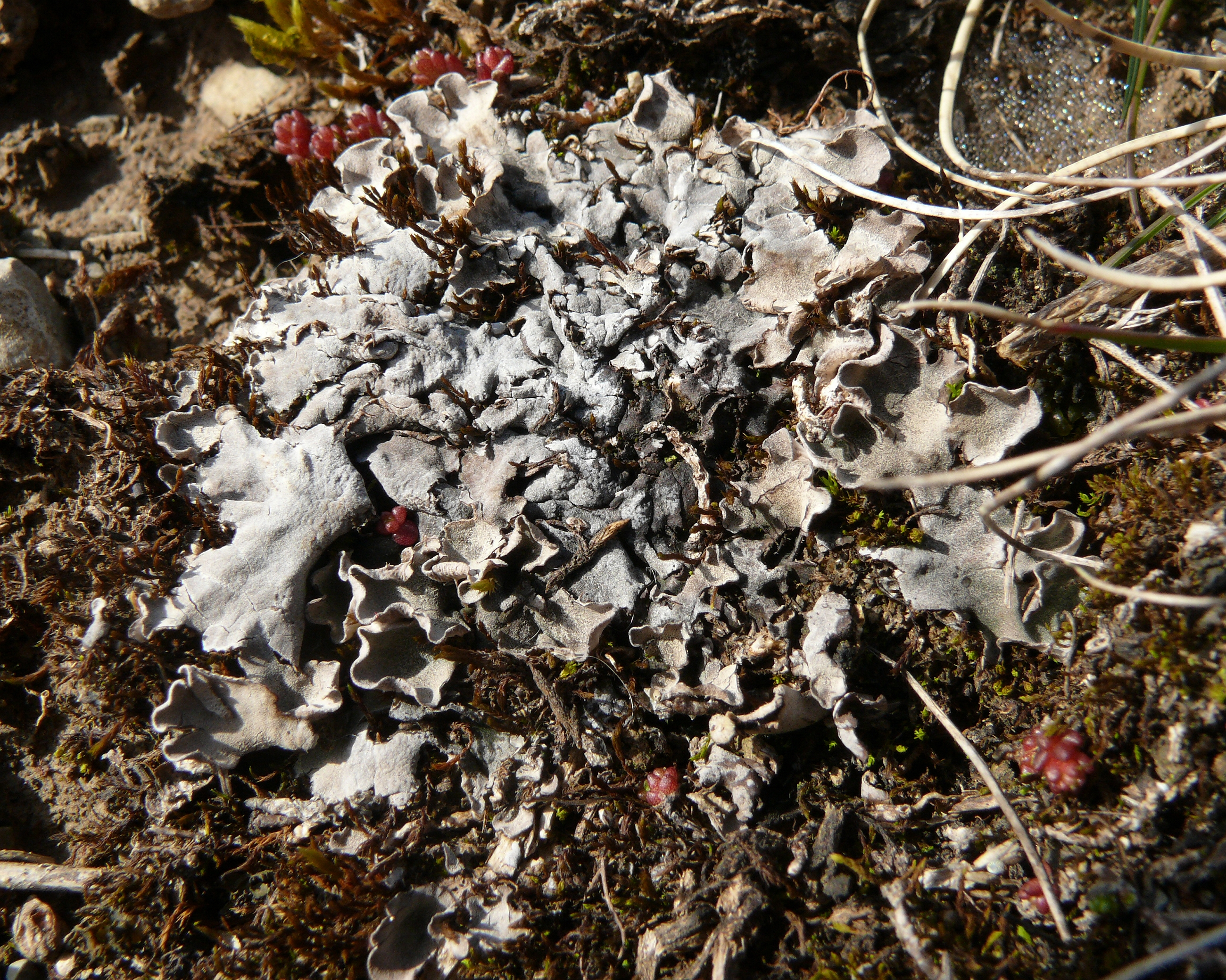
Peltigera rufescens